# Instituto de Investigación Biomédica de Lérida
El Instituto de Investigación Biomédica de Lérida (en catalán Institut de Recerca Biomèdica de Lleida, IRBLleida), constituido en 2004, es una institución participada por la Universidad de Lérida  (UdL) y el Instituto Catalán de la Salud cuyo objetivo es avanzar en la investigación biomédica como medio para mejorar la salud de la población y facilitar una actividad asistencial óptima. Forman parte del IRBLleida grupos de investigación de la Facultad de Medicina de la UdL, el Hospital Universitario Arnau de Vilanova, el Hospital de Santa María y el Departamento de Salud de la Generalidad de Cataluña. Actualmente la institución posee dos edificios.

## Historia
Creado en 2004, en 2014 fue galardonado con el premio Internacional Ciutat de Lleida debido a la participación en proyectos científicos internacionales, el gran número de publicaciones en revistas especializadas, la participación en grupos científicos y de investigación, la organización de jornadas y congresos de carácter internacional. Ese mismo año consiguió la acreditación de Instituto de Investigación Sanitaria que otorga el Instituto de Salud Carlos III.

## Ámbitos de investigación
Las áreas de investigación principales son medicina clínica, neurociencia, medicina terapéutica y experimental, estrés en sistemas biológicos y modelos celulares y moleculares de patologías humanas. El instituto pone a disposición de las empresas farmacéuticas, biotecnológicas, agroalimentarias y otros centros de investigación toda su capacidad científica, tecnológica y de gestión. En concreto, diseñan y desarrollan:
- Proyectos coordinados de investigación básica, clínica y traslacional.
- Ensayos preclínicos en modelos celulares y/o modelos animales de diferentes dolencias para la validación de efectos, toxicidad o detección de nuevas aplicaciones.
- Ensayos clínico-epidemiológicos en entorno hospitalario (oncología, nefropatía, endocrinología, enfermedades neurodegenerativas y nutrición).

Disponen de servicios analítico-técnicos especializados como el biobanc, citometria y microscopia, inmunohistoquímica de tejidos y patología molecular, metabolómica y bioestadística. En concreto, las áreas de interés para desarrollar proyectos de investigación en cooperación son la oncología, dolencia renal, farmacología, apnea del sueño, infecciones respiratorias, dolencias de la pleura, neurociencias y dolencias raras, endocrinología, envejecimiento, trastornos mentales, nutrición y cirugía experimental, entre otros.